# 詹姆斯·兰开斯特
詹姆斯·兰开斯特（英語：James Lancaster），（1555年—1618年），文艺复兴时期欧洲航海家和探险家。东印度公司派出的第一支探险船队的负责人。1616年，英国航海家威廉·巴芬发现的兰开斯特海峡因其而得名。